# هند کوچک

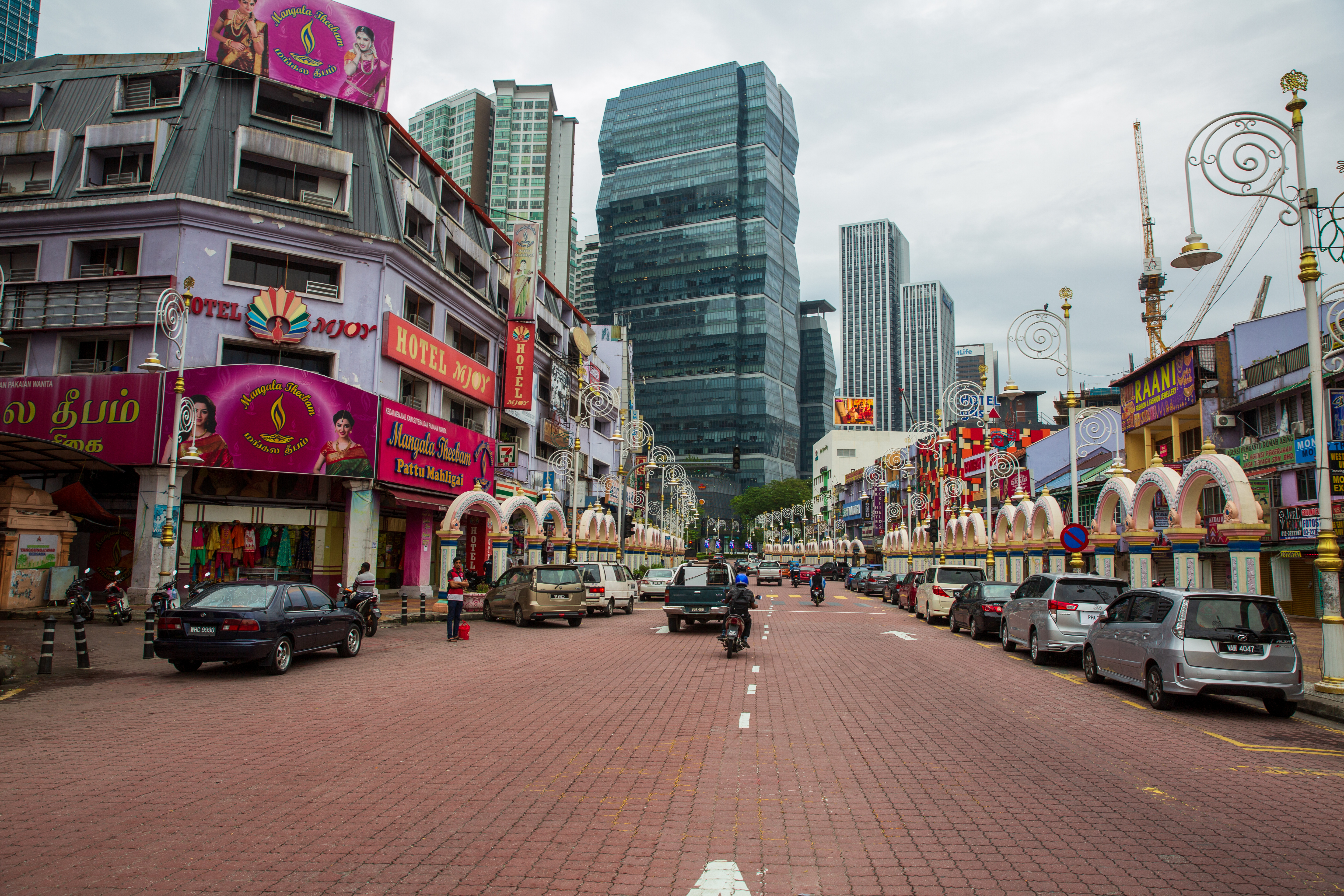
هند کوچک، کوالالامپور

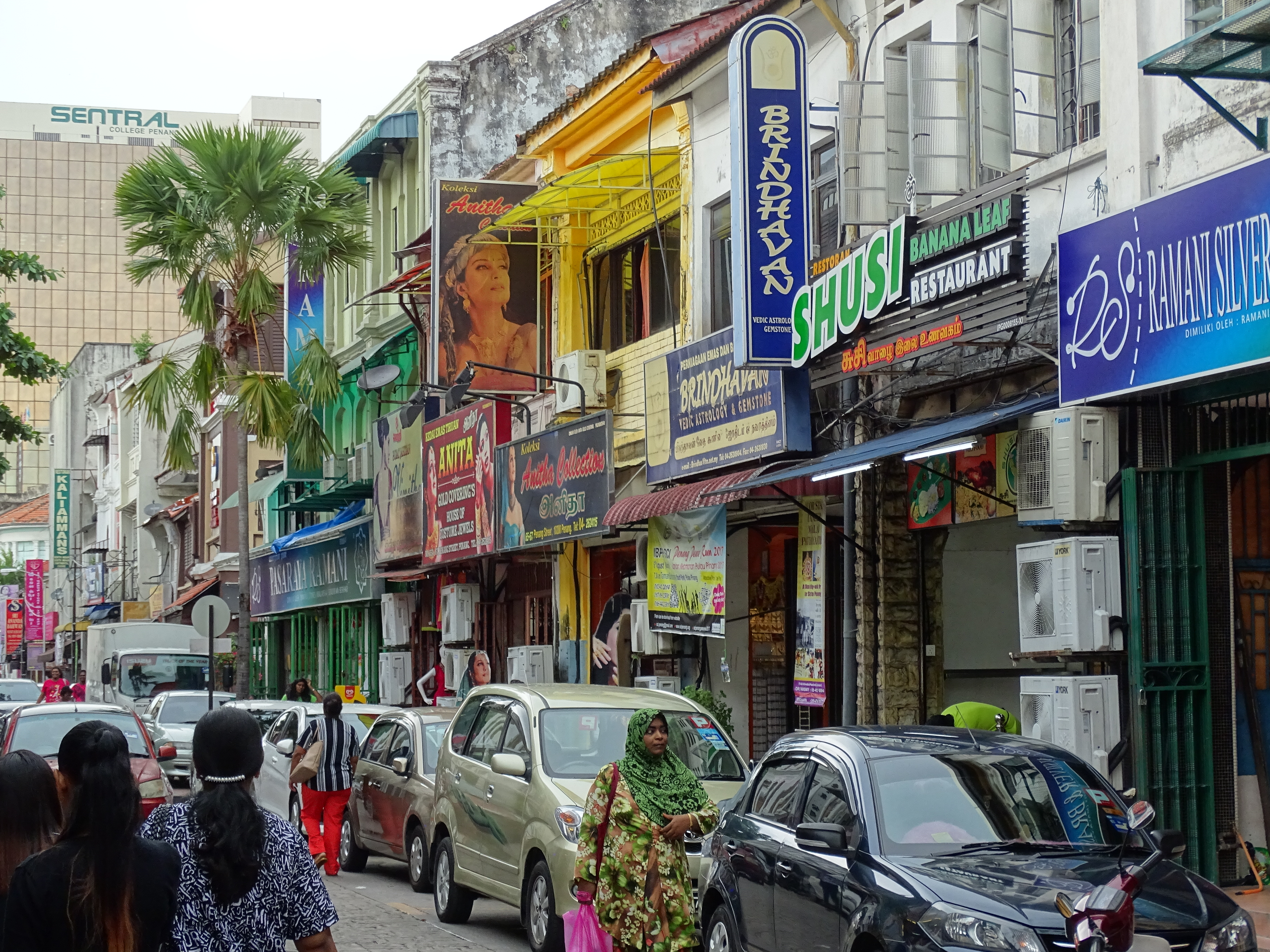
هند کوچک، پنانگ

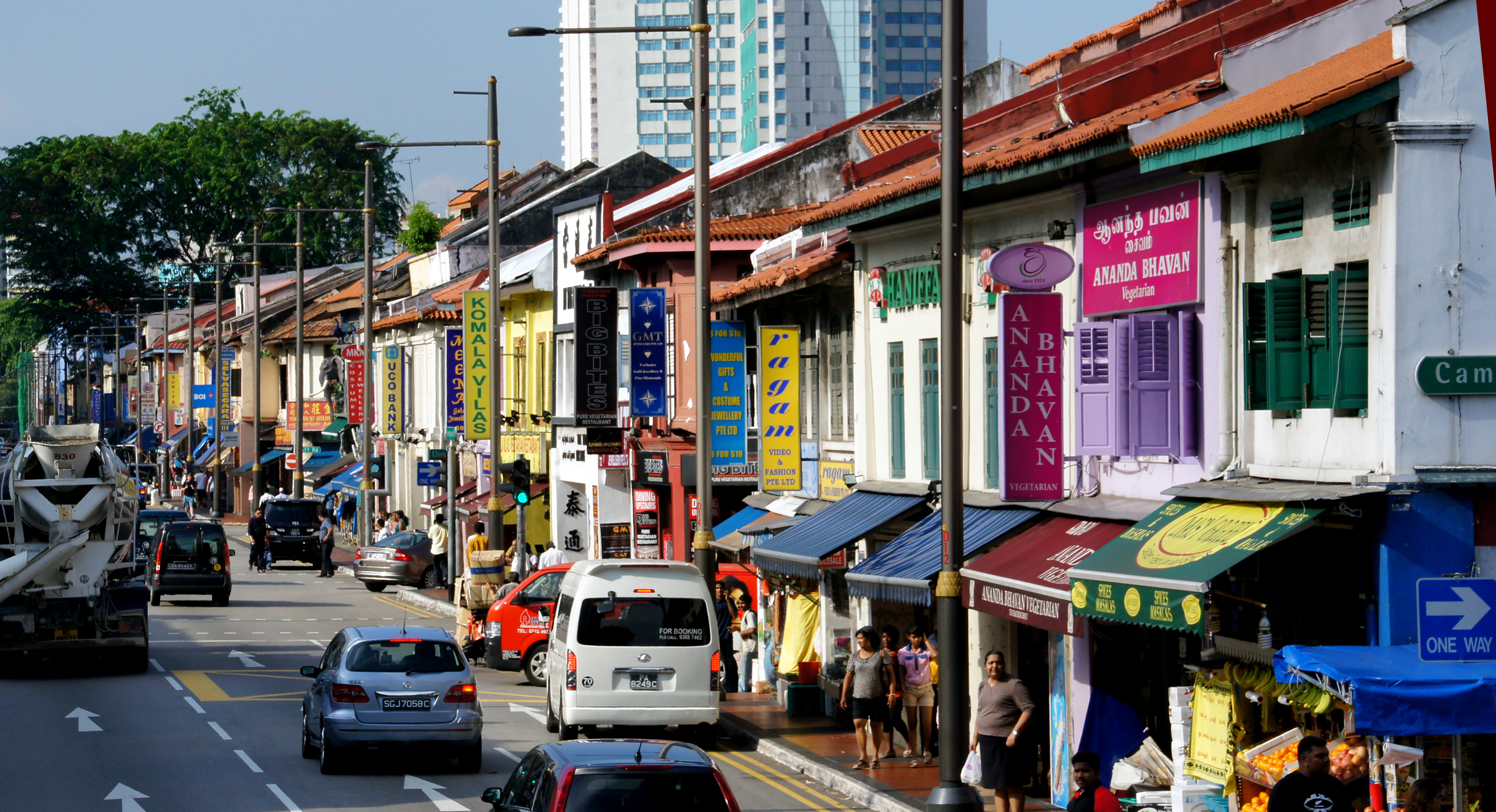
هند کوچک، سنگاپور

هند کوچک (انگلیسی: Little India)یا محله هندی‌ها (زبان هندی: छोटा भारत) (کمتر به خیابان هند یا بازار هند معروف است) یک محیط فرهنگی اجتماعی هندی یا دسی (جنوب آسیا) در خارج از هند یا شبه‌قاره هند است. این نام به ویژه به یک ناحیه دارای سکونت گاه‌های هندی و مجموعۀ متنوعی از کسب و کارهای هندی اشاره دارد. بیشتر مواقع، هند کوچک دارای معابد هندو، مساجد و گردواره‌ها می‌باشد. آنها ممکن است هم چنین میزبان جشن‌های ملی و حشنواره‌های مذهبی باشند و به عنوان مکان‌های گردهمایی مردم جنوب آسیا به کار گرفته شوند. بر این اساس، آنها نمونۀ کوچکی از هند هستند. هندهای کوچک اغلب جاذبه‌های گردشگری هستند و طرفداران غذای هندی، فرهنگ هندی، پوشش هندی، موسیقی هندی و سینمای هند در آن رفت و آمد می‌کنند.

## آمریکای شمالی
کانادا
بریتیش کلمبیا

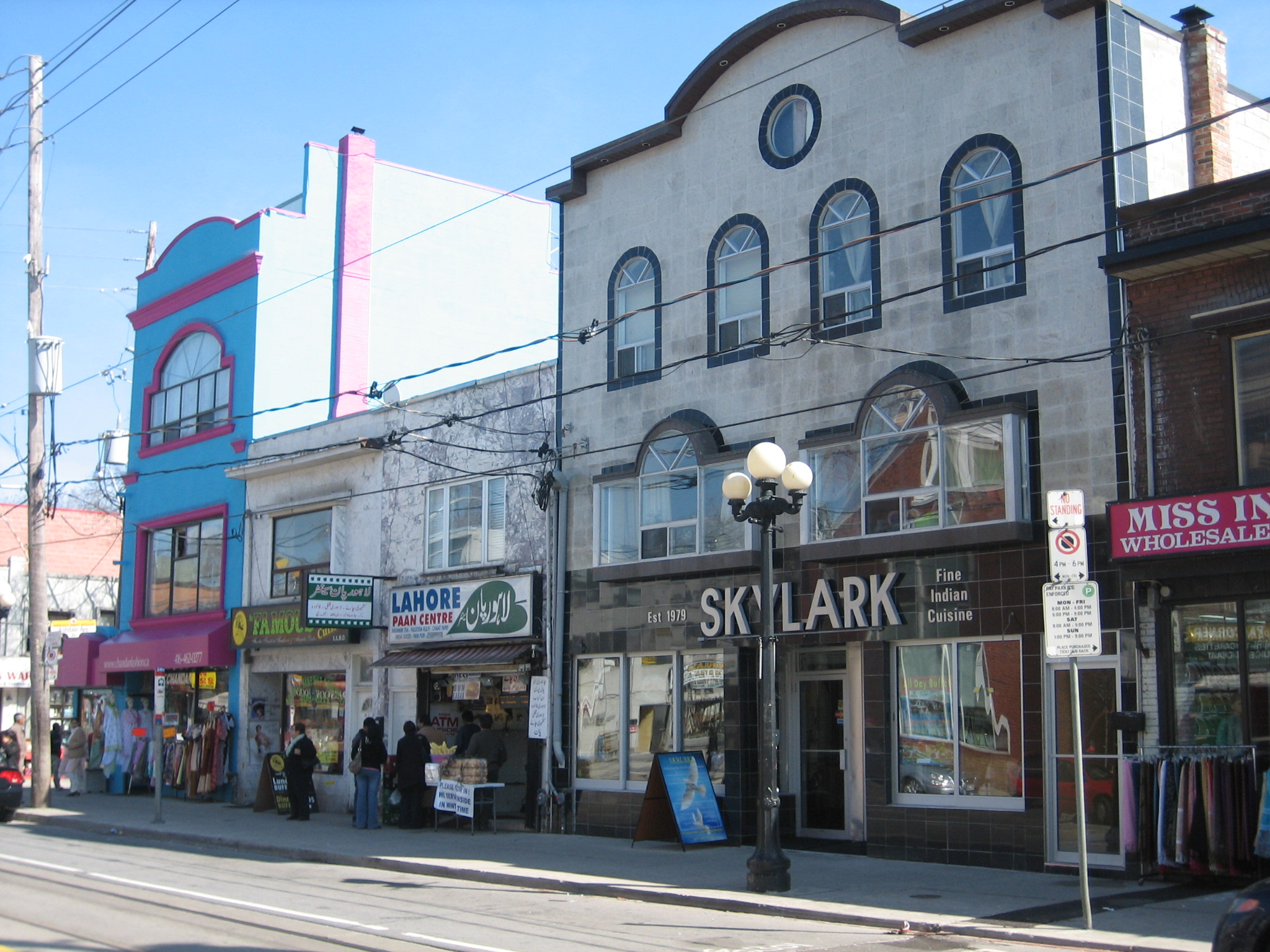
بازار هند جرارد در تورنتو

این مقاله را مطالعه کنید: هندو-کانادایی‌ها در بریتیش کلمبیا
این مقاله را مطالعه کنید: کانادایی‌های جنوب آسیایی در ونکوور بزرگ
- مترو ونکوور
  - هند کوچک،[۱۳] نیوتن، سوری
  - پنجابی مارکت، قدیمی‌ترین هند کوچک در آمریکای شمالی[۱۴]

منیتوبا
- ماندالای درایو،[۱۵]وینیپگ

انتاریو
این مقاله را مطالعه کنید: کانادایی‌های جنوب آسیایی در تورنتوی بزرگ
- منطقه کلان‌شهری تورنتو
  - بازار هند جرارد
- آرگیل،[۱۶][۱۷] لندن

کبک
- پارک اکستنشن،[۱۸] مونترآل

ایالات متحده آمریکا
آریزونا
- ایندیا پلازا،[۱۹][۲۰] بلوار آپاچی شرقی، تمپی